# حدی
حدی (انگلیسی: Haddi) فیلم هندی درام جنایی هندی-زبان است که در سال ۲۰۲۳ به نمایش درآمد، کارگردان آن آکشات آجای شرما بود و توسط زی استودیوز به همراه آناندیتا استودیوز ساخته شد. بازیگران اصلی نوازالدین صدیقی، آنورانگ کاشیاپ و ایلا آرون هستند. نوازالدین صدیقی در این فیلم در دو نقش ظاهر شده‌است که یکی از نقش‌ها به عنوان فردی تراجنسیتی می‌باشد.
فیلم در روز ۷ سپتامبر ۲۰۲۳ از طریق زی‌۵ به نمایش درآمد.